# Miltogramma helvum
Miltogramma helvum är en tvåvingeart som beskrevs av Villeneuve 1916. Miltogramma helvum ingår i släktet Miltogramma och familjen köttflugor. Inga underarter finns listade i Catalogue of Life.